# .44-40 Winchester
O .44-40 Winchester ou simplesmente .44-40, também conhecido como .44 Winchester, .44 WCF (Winchester Center Fire), e .44 Largo (em espanhol) foi introduzido em 1873 pela Winchester Repeating Arms Company. Ele foi o primeiro cartucho de fogo central metálico fabricado pela Winchester, e foi anunciado como o calibre padrão para o novo rifle Winchester Model 1873. Como um calibre tanto para rifles quanto para armas de mão, ele se tornou muito popular, ao ponto de o rifle Winchester Model 1873 vir a ser conhecido como "A arma que venceu o Oeste".

## Histórico
Quando a Winchester lançou o novo cartucho, muitas outras empresas de armas de fogo colocaram suas armas no novo cartucho. Remington e Marlin lançaram seus próprios rifles e pistolas para esse cartucho, a Colt ofereceu como um cartucho alternativo em seu popular revólver Single Action Army em um modelo conhecido como "Colt Frontier Six-Shooter", e a Smith & Wesson lançou seu Smith & Wesson New Model 3 em .44-40. Colonos, homens da lei e cowboys apreciavam a conveniência de poder carregar um único calibre de munição que podiam disparar tanto com revólver quanto com rifle. Tanto na aplicação da lei quanto no uso na caça, o .44-40 se tornou o cartucho mais popular nos Estados Unidos e até hoje tem a reputação de matar mais cervos do que qualquer outro, exceto o .30-30 Winchester.

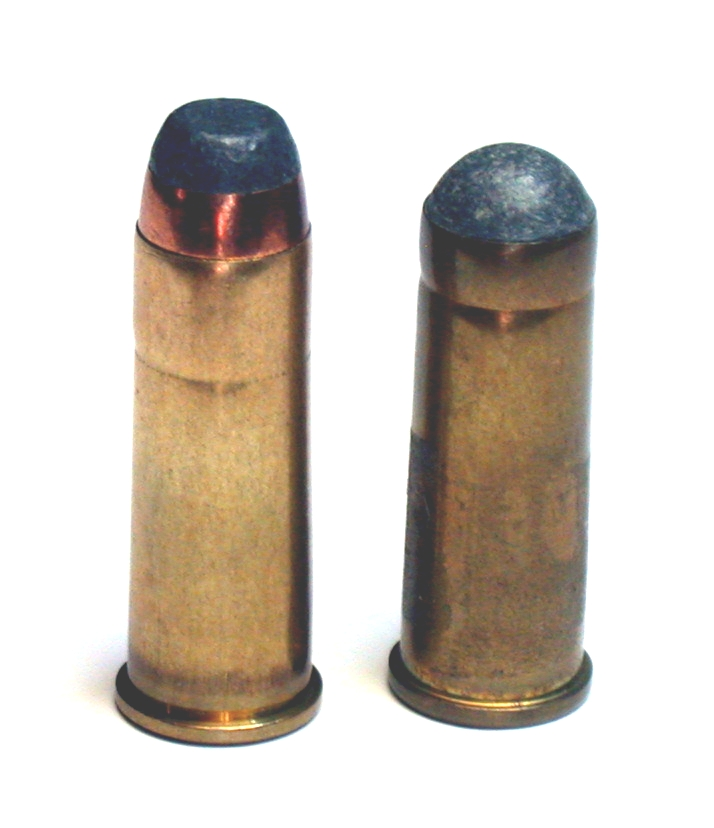
Dois exemplares do cartucho .44-40.
O da direita com ponta específica para caça,
conhecido como "Game Getter".

O cartucho foi originalmente vendido como .44 Winchester. Quando a Union Metallic Cartridge Co. (UMC) começou a vender sua própria versão do cartucho, adotou o nome .44-40 (abreviação de calibre .44 e a carga padrão na época de 40 grãos (2,6 g) de pólvora negra), pois não queria oferecer publicidade gratuita a um dos seus concorrentes. Com o tempo, o nome pegou e, eventualmente, a própria Winchester adotou a designação .44-40 para o cartucho após a Segunda Guerra Mundial, apesar de manter a designação "44-40 Winchester" na embalagem.

## Características técnicas
A carga padrão inicial para o cartucho era de 40 grãos (2,6 g) de pólvora negra, impulsionando uma bala arredondada de ponta plana de 200 grãos (13 g) a aproximadamente 1.245 pés/s (379 m/s). Os catálogos da Winchester listavam velocidades de 1.300 pés/s (400 m/s) em 1875. Em 1886, a UMC também começou a oferecer uma bala um pouco mais pesada, de 217 grãos (14,1 g), a 1.190 pés/s (360 m/s), também com 40 gr de pólvora negra. A Winchester logo começou a oferecer também a carga de 217 grãos, mas em 1905, a UMC descontinuou a bala mais pesada. Em 1895, Winchester introduziu um cartucho com bala de 200 grãos (13 g) carregado com 17 grãos (1,1 g) de pólvora sem fumaça DuPont No. 2 e uma bala para 1.300 pés/s (400 m/s), e em 1896, A UMC seguiu o exemplo com uma bala de 217 gr a 1.235 pés/s (376 m/s). Logo, ambas as empresas estavam oferecendo o cartucho com chumbo "recoberto de metal" (ou seja, "jaquetado" de cobre com pontas de chumbo) e versões com revestimento totalmente metálico. Aproveitando os designs de ação mais forte dos rifles de ação de alavanca Winchester modelo 1892 e Marlin 1894, em 1903, a Winchester começou a oferecer uma versão de carregamento de alto desempenho chamada Winchester High Velocity (WHV), com uma velocidade de 1.540 pés/s (470 m/s) usando uma bala revestida de cobre de 200 gr de um cano de 24 polegadas (610 mm) de comprimento, a UMC e a Peters Cartridge Company logo introduziram equivalentes. Ao longo dos anos, vários pesos e estilos diferentes de balas foram oferecidos, incluindo 122, 140, 160, 165, 166, 180 e 217 gr em chumbo, ponta mole e oca, estojo totalmente metálico, de festim e de escopeta. cartuchos. A carga de corrente mais comum é uma bala de 200 gr a 1.190 pés/s.
Em 1942, os cartuchos mais modernos praticamente eclipsaram o .44-40, mas recuperou alguma popularidade nas décadas de 1950 e 1960, quando a Colt começou mais uma vez a fabricar o Exército de Ação Única e a Fronteira. Mais recentemente, o .44-40 ressurgiu devido à popularidade da silhueta metálica e do tiro de ação de cowboy, que inspirou a introdução de uma carga para tiro indoor, de baixa velocidade de 225 grãos (14,6 g), a bala de fábrica mais pesada já disponível para o cartucho.